# Sabelmuisspecht
De sabelmuisspecht (Drymornis bridgesii) is een zangvogel uit de familie Furnariidae (ovenvogels). Deze vogel is genoemd naar de botanicus Thomas Bridges (1807-1865) die het holotype uit Bolivia had meegenomen.

## Verspreiding en leefgebied
Deze soort komt voor van zuidoostelijk Bolivia en westelijk Paraguay tot centraal Argentinië en westelijk Uruguay.

## Status
De grootte van de populatie is niet gekwantificeerd maar de soort wordt omschreven als schaars tot vrij algemeen. Op de Rode lijst van de IUCN heeft deze soort de status niet bedreigd.